# Војин Катнић
Војин Катнић (Кликоваче, код Даниловграда, 17. фебруар 1915 — Љубин гроб, 10. јун 1943), учесник Народноослободилачке борбе и народни херој Југославије.

## Биографија
Рођен је 1915. године у селу Кликоваче, код Даниловграда. Основну школу завршио је у родном месту, након чега се посветио земљорадњи. Члан Комунистичке партије Југославије постао је 1940. године.
Учесник Народноослободилачке борбе је од 1941. године. Током Тринаестојулског устанка учествовао је у нападу на жандармеријску станицу у Спужу.
Када је формирана Четврта пролетерска црногорска ударна бригада ушао је у састав Прве чете Трећег батаљона. Учествовао је у свим борбама бригаде (напади НОВЈ на Дувно, Ливно, Имотски, Книн, битка на Неретви и остале) све до своје погибије на Љубином гробу током битке на Сутјесци, 10. јуна 1943. године.
Указом Президијума Народне скупштине Федеративне Народне Републике Југославије, 20. децембра 1951. године, проглашен је за народног хероја.